# Feylinia boulengeri
Feylinia boulengeri is een hagedis uit de familie skinken (Scincidae).

## Naam en indeling
De soort werd voor het eerst wetenschappelijk beschreven door Paul Chabanaud in 1917. Oorspronkelijk werd de naam Feylinia boulengeri gebruikt. Later werd de soort echter tot het monotypische geslacht Chabanaudia gerekend, een eerbetoon aan Paul Chabanaud (1876-1959). Later werd de hagedis weer in het geslacht van de Afrikaanse slanghagedissen (Feylinia) ingedeeld.
De soortaanduiding boulengeri eert de bioloog George Albert Boulenger (1858 - 1937).

## Verspreiding en habitat
De soort komt voor in delen van Afrika en leeft endemisch in Gabon.